# Ursula Vian-Kübler
Pour les articles homonymes, voir Vian (homonymie) et Kübler.
Ursula Kübler, née le 6 septembre 1928 à Zurich (Suisse) et morte le 18 janvier 2010 à Eus (France), est une danseuse et actrice suisse.

## Biographie
Ursula Kübler est la fille d'Alva Giertz-Kübler (1887-1965) et d'Arnold Kübler (de) (1890-1983), écrivain, journaliste et dessinateur suisse. Contrairement à ce qui est parfois rapporté, elle n'a aucun lien de parenté avec Ferdi Kübler (1919-2016), le vainqueur du Tour de France 1950,.
Ursula Kübler est danseuse d'abord à l'Opéra de Zurich, puis avec Maurice Béjart et enfin aux Ballets de Paris avec Roland Petit. Elle s'installe en 1951 dans une chambre de bonne au 6e étage du no 8 Boulevard de Clichy avec Boris Vian qu'elle a rencontré en 1950 lors d’un cocktail chez Gallimard. Le couple emménage en 1953 dans un appartement de la cité Véron, et Ursula Kübler devient la seconde épouse de Boris Vian le 8 février 1954.
Ursula aide Boris à se remettre de ses échecs répétés dans le milieu de l’édition et à se lancer dans un nouvel univers de création : la chanson et la scène. C'est elle qui l’incite à reprendre l’écriture et à terminer L'Arrache-cœur. Elle joue dans des opéras et au théâtre, et figure au générique d'une dizaine de films, dont quelques rôles importants, réalisés par des cinéastes comme Louis Malle, Agnès Varda ou Roger Vadim.
Régente du Collège de 'Pataphysique, elle fonde en 1963 l'Association Boris Vian, laquelle en 1981 et avec l'aide de M. d'Déé, devient la Fondation Boris Vian, puis  en 1992 Fond'action Boris Vian. En 1971, elle signe le manifeste des 343, une pétition française signée par 343 femmes affirmant s'être fait avorter.
Elle organise chaque année jusqu'à sa mort le 18 janvier 2010  un festival de musique à Eus où elle vit.

## Filmographie

### Cinéma
- 1952 : Saint-Tropez, devoir de vacances de Paul Paviot (Boris Vian coscénariste)
- 1955 : French Cancan de Jean Renoir : une danseuse de La Reine Blanche
- 1960 : Le Bel Âge de Pierre Kast
- 1960 : Merci Natercia de Pierre Kast
- 1961 : La Morte-Saison des amours de Pierre Kast : elle-même
- 1962 : Le Repos du guerrier de Roger Vadim
- 1962 : Vie privée de Louis Malle
- 1963 : Le Feu follet de Louis Malle
- 1963 : Le Vice et la Vertu de Roger Vadim
- 1966 : Les Créatures d'Agnès Varda
- 1968 : L'Écume des jours de Charles Belmont
- 1968 : Drôle de jeu de Pierre Kast et Jean-Daniel Pollet
- 1969 : Klann - grand guignol de Patrick Ledoux
- 1971 : Boulevard du rhum de Robert Enrico
- 1972 : Les Soleils de l'île de Pâques de Pierre Kast : elle-même

### Télévision
- 1964 : La Reine verte de Robert Mazoyer
- 1965 : Infarctus de Claude-Jean Bonnardot
- 1965 : Ni figue ni raisin de Jacques Rozier (série, épisode 1.6)
- 1966 : À la belle étoile de Pierre Prévert
- 1967 : L'Invention de Morel de Claude-Jean Bonnardot
- 1968 : L'Homme de l'ombre  de Guy Jorré, épisode : Le révolté

## Théâtre
- 1957 : L'Apprenti fakir de Jean Marais, chorégraphie et mise en scène Georges Reich, lyrics Charles Aznavour, musique Jeff Davis, Théâtre de la Porte-Saint-Martin
- 1968 : Le songe d'une nuit d'été de William Shakespeare, chorégraphie Ursula Kubler, mise en scène Ariane Mnouchkine,  musique Jacques Lasry, Cirque de Montmartre
- 1973 : L'Église de Louis-Ferdinand Céline, mise en scène François Joxe, compagnie Le Chantier Théâtre, Théâtre des Deux Portes, Théâtre de la Plaine, Théâtre des Mathurins : Vera Stern